# Ines Ciaschetti
Ines Ciaschetti (fl. XX secolo) è stata un'attrice italiana.

## Biografia
Nipote di Goffredo Galliani, padre del teatro dialettale bolognese, inizia a recitare bambina nelle commedie scritte dallo zio. In seguito fece parte di varie formazioni, fra cui la compagnia del teatro Contavalli, gruppo che mette in scena i lavori del maggiore autore del teatro locale, Alfredo Testoni, ed al cui interno la Ciaschetti prende parte a commedie in dialetto con attori come Cesco Baseggio, Elsa Vazzoler e Fosco Giachetti. Lasciato il teatro per la più sicura professione dell'insegnamento, una volta in pensione viene riscoperta da Pupi Avati e prende parte, in brevi ruoli, ad alcuni film del regista bolognese.

## Filmografia

### Cinema
- Thomas e gli indemoniati, regia di Pupi Avati (1970)
- Balsamus, l'uomo di Satana, regia di Pupi Avati (1970)
- La mazurka del barone, della santa e del fico fiorone, regia di Pupi Avati (1975)
- La casa dalle finestre che ridono, regia di Pupi Avati (1976)

### Televisione
- Sarti Antonio brigadiere, regia di Pino Passalacqua – miniserie TV (1978)
- Jazz band, regia di Pupi Avati – miniserie TV (1978)
- Cinema!!!, regia di Pupi Avati – miniserie TV (1979)